# Arnö
Arnö is een plaats in de gemeente Nyköping in het landschap Södermanland en de provincie Södermanlands län in Zweden. De plaats heeft 3925 inwoners (2005) en een oppervlakte van 201 hectare. De plaats ligt net ten zuiden van de stad Nyköping aan dezelfde baai van de Oostzee. De directe omgeving van de plaats bestaat vooral uit bos en landbouwgrond. De bebouwing in de plaats bestaat onder andere uit rijtjeshuizen en vrijstaande huizen.

## Verkeer en vervoer
De Riksväg 53 en de spoorlijn van Nyköping naar de stad Oxelösund lopen langs Arnö.